# Богословска проза
Богословската проза е художествено писане, което оформя отношението на хората към богословските вярвания. Обикновено е поучително или проучващо, а не описателно и се ангажира конкретно с теоретичните идеи, които стоят в основата и оформят типичните отговори на религията. Богословската проза като концепция се използва както от теисти, така и от атеисти, като например в измислени пантеони и култури в богословската фантастична литература.

## Богословска и религиозна проза
Тематиката на богословските романи често се припокрива с философски романи, особено когато се занимава с въпроси от естествената теология (наричана още философия на религията). Например Роджър Олсен отбелязва, че проблемът със злото е характеристика на някои значими богословски измислици.
Богословската проза също се припокрива с религиозната проза или християнските романи (наричани още вдъхновяваща прози), особено когато се занимават със сложни идеи като изкупление, спасение и предопределение, които имат пряко влияние към отношението към религиозните практики. Някои автори се опитват да разграничат богословски роман като такъв, който обозначава по-ориентиран към идеята сюжет, а не роман, който е за хора, които случайно взаимодействат с религията, но разликата често се оказва трудна за определяне, когато идеите и действията са тясно преплетени и си влияят взаимно.

## Богословскиразкази
Примерите за жанра (наричани още новели) включват:
- Кандид (1759) от Волтер
- Книга на Юдит (I век пр.н.е.) от Анонимен автор
- „Адът е отсъствието на Бог“ (2001) от Тед Чианг

## Богословска дълга проза
Примерите за богословска дълга проза включват:
- Philosophus Autodidactus (първоначално Hayy ibn Yaqdhan) (12 век) от Ибн Туфаил
- Theologus Autodidactus (първоначално Трактатът на Камил за биографията на Пророка) (1268) от Ибн ал-Нафис
- Божествена комедия (1320) от Данте Алигиери
- Напредъкът на поклонника (1678) от Джон Бунян
- Братя Карамазови (1880) от Фьодор Достоевски
- Лъвът, вещицата и гардеробът (1950) от CS Lewis
- Тишина (1966) от Shūsaku Endō
- Бараката (2007) от Уилям П. Йънг

## Свързани поредици от теологична проза
Отделни истории могат да бъдат свързани последователно, за да съставят композитен роман или кратък цикъл, където група истории взаимодействат, за да предадат по-богата или по-пълна история, отколкото всеки един отделен елемент може.
Примерите за свързани серии от теологична фантастика включват:
- Поредицата „Пътуване“ от Ричард Белчер. Той включва 20 романа, изследващи калвинистката теология.[11]